# Geometra
Geometra là một chi bướm đêm thuộc họ Geometridae.

## Hình ảnh

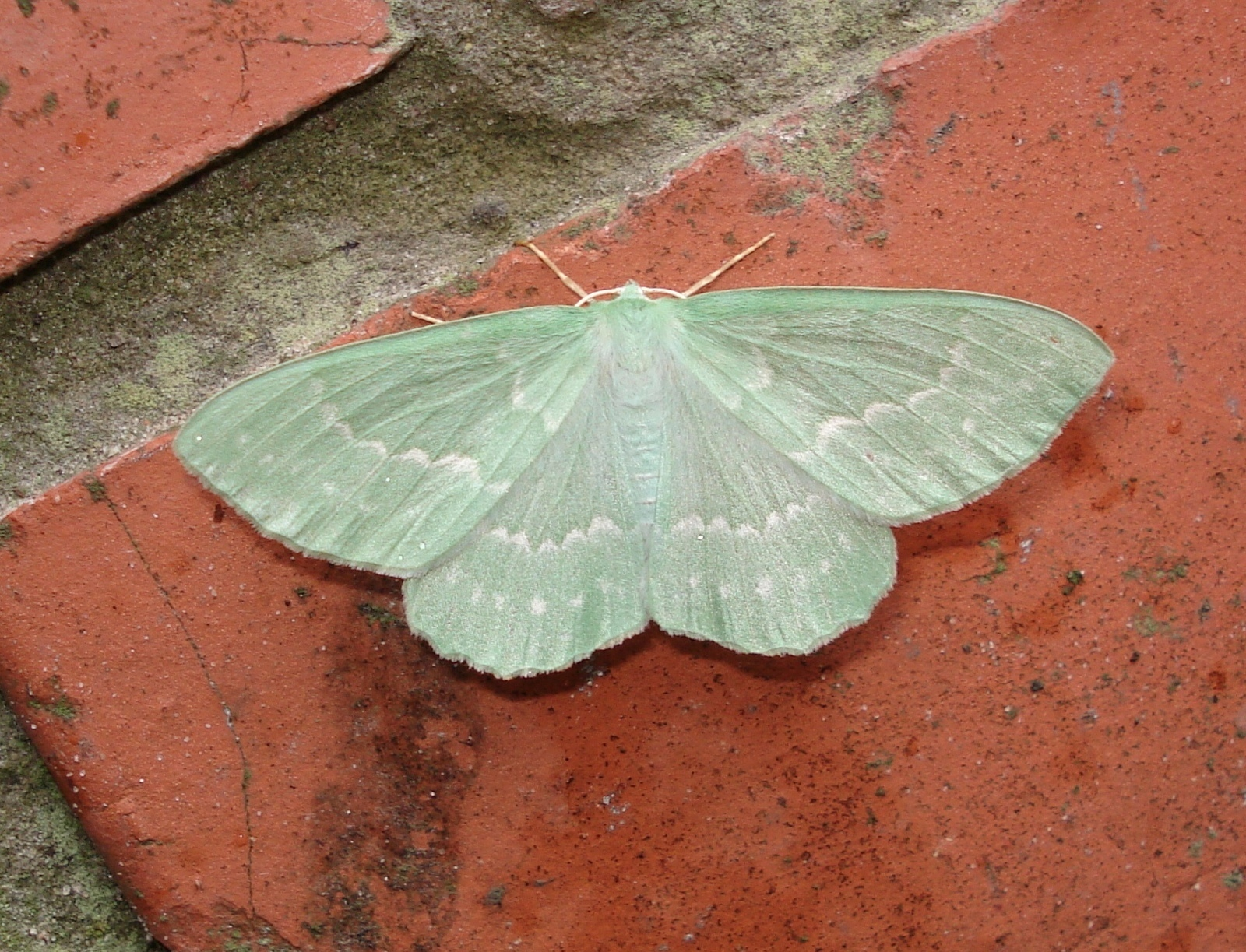
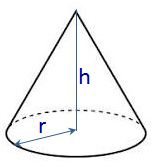